# Pfarrkirche Brandenburg

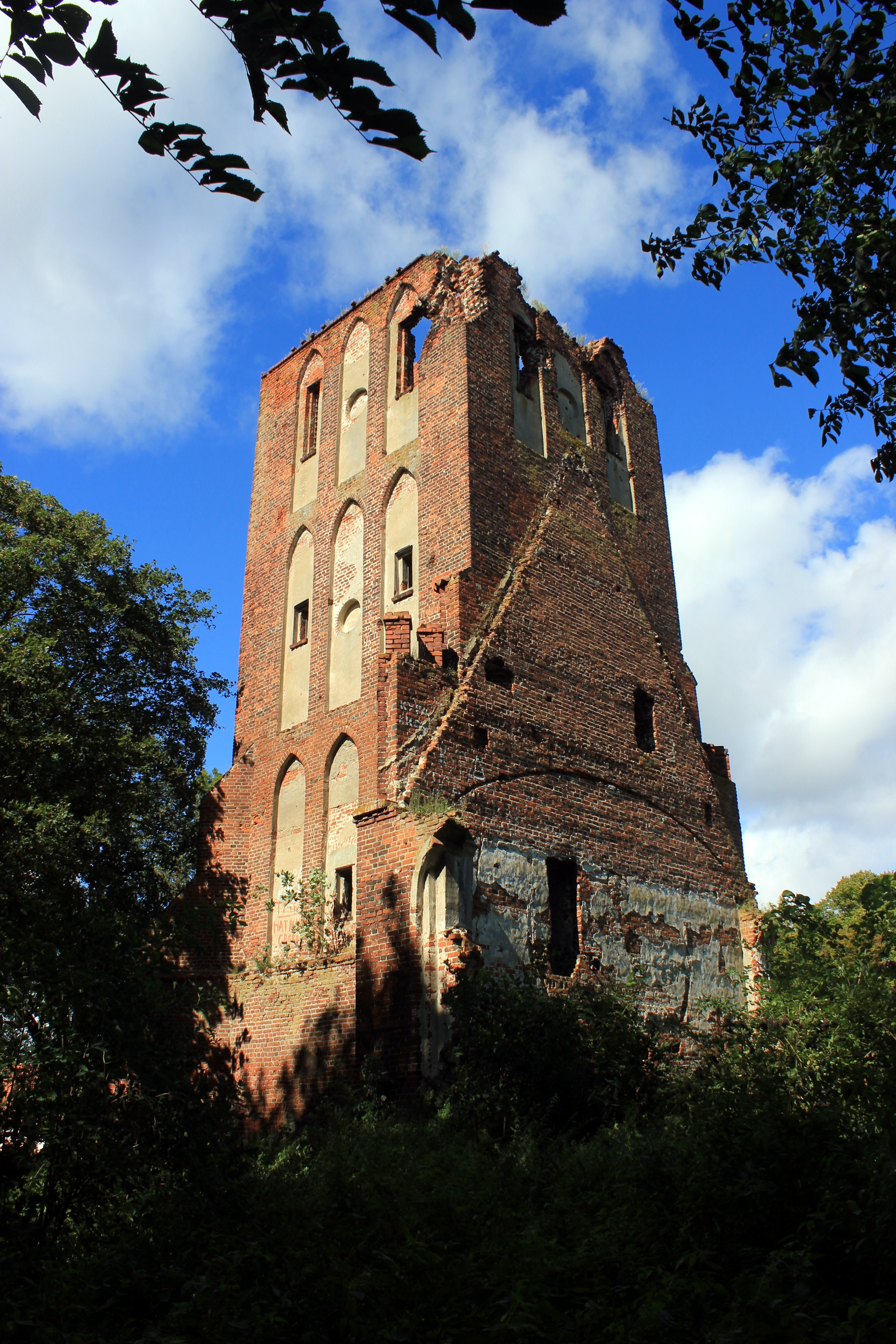
Ruine der Kirche Brandenburg

Die Ruine der ostpreußischen Pfarrkirche Brandenburg (russisch Бранденбургская кирха) im damaligen Kreis Heiligenbeil befindet sich heute im russischen Uschakowo.

## Geschichte
Der Bau stammt aus dem Beginn des 14. Jahrhunderts. Nach einer örtlichen Überlieferung hatte Komtur Günther von Hohenstein ein Stück der Reliquie der Heiligen Katharina von Kaiser Karl IV. geschenkt bekommen, woraufhin die Kirche Wallfahrtsort wurde. Der Turm wurde 1648 „von Friedrich Wilhelms Gnaden“ errichtet, wie eine Steintafel im Erdgeschoss belegt. Erst 2007 wurde die Kirche als Objekt des kulturellen Erbes von regionaler Bedeutung anerkannt, woraufhin 2010 die Übertragung an die orthodoxe Kirche erfolgte.

## Bauwerk
Der Bau ist kunstgeschichtlich rätselhaft, denn er hat einen im Halbrund abgeschlossenen Chor, was im Ordensland sehr selten war. Nur die nicht mehr vorhandene Kapelle auf dem Schlachtfeld von Tannenberg von 1413 und die St.-Annen-Kirche in Frauenburg von 1430 sind weitere Beispiele für eine solche Chorlösung. Der Chor in Brandenburg stammt aber von etwa 1320 und wurde als Grabstätte für Komtur Günther von Hohenstein angelegt. Der Ostgiebel des Schiffs ist siebenteilig, hat breite Treppen und schlichte Spitzbogenblenden und nimmt offenbar Rücksicht auf den älteren Chor. Das Gestühl stammte von 1580, der Hauptaltar von 1680. Der Turm ist ruinös und hatte einst eine Höhe von etwa 100 preußischen Fuß.